# Seno Ngutra

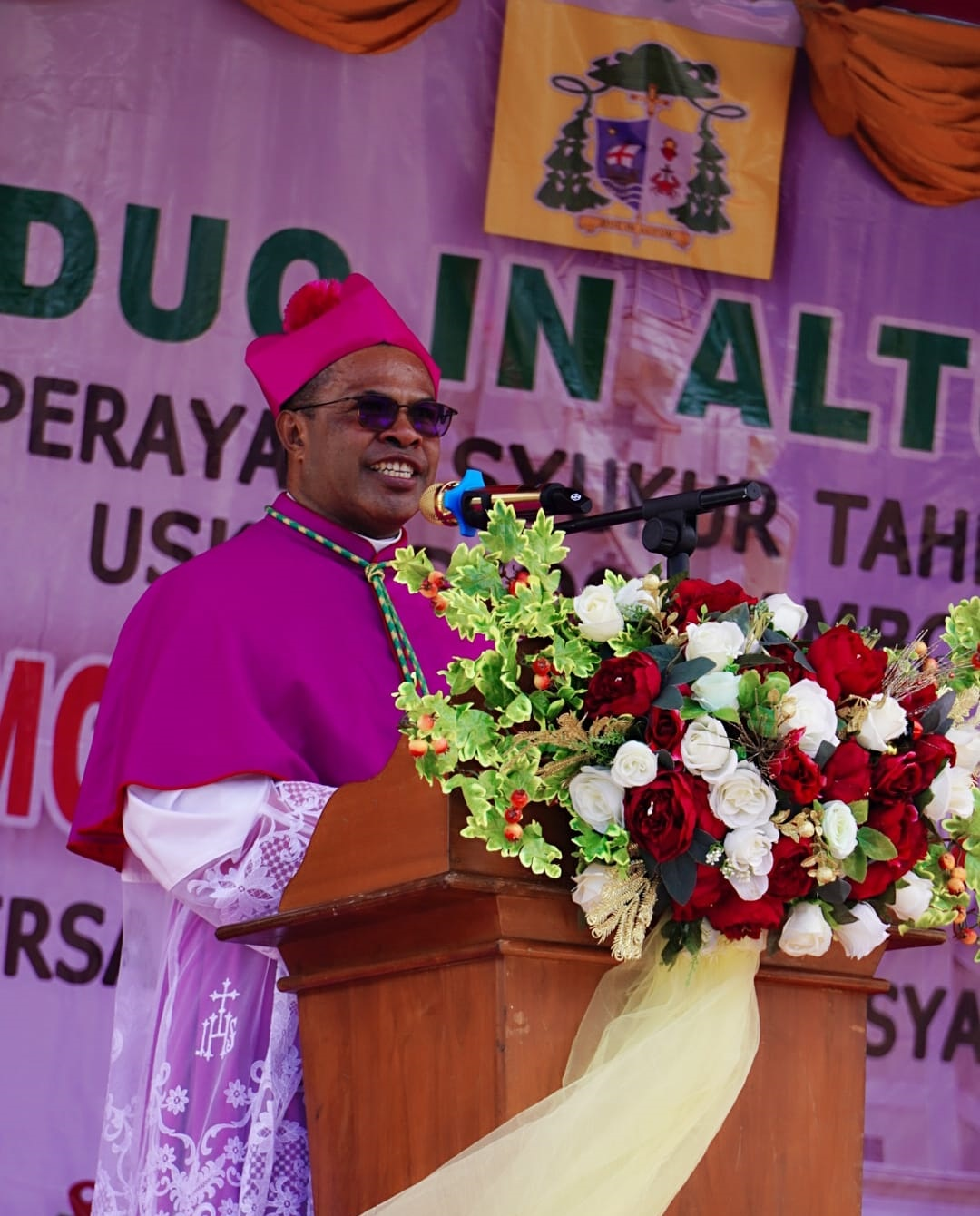
Seno Ngutra, 2022

Seno Ngutra (* 7. November 1970 in Waur) ist ein indonesischer Geistlicher und ernannter römisch-katholischer Bischof von Amboina.

## Leben
Seno Ngutra besuchte das Kleine Seminar St. Yudas Tadeus in Langgur. Anschließend studierte er Philosophie und Katholische Theologie am interdiözesanen Priesterseminar in Pineleng. Am 6. Oktober 2001 empfing Ngutra das Sakrament der Priesterweihe für das Bistum Amboina.
Ngutra war zunächst als Ökonom, Ausbilder und Dozent am Kleinen Seminar St. Yudas Tadeus in Langgur tätig, bevor er 2003 Pfarrer der Pfarrei St. Yakobus in Ambon sowie stellvertretender Diözesanökonom und Diözesandirektor der Päpstlichen Missionswerke wurde. Von 2008 bis 2009 absolvierte Seno Ngutra einen Kurs am Asian Religious Formation Institute in Antipolo und von 2009 bis 2010 studierte er Dogmatik an der Päpstlichen und Königlichen Universität des heiligen Thomas von Aquin in Manila. 2014 erwarb er dort ein Lizenziat im Fach Kanonisches Recht. Nach der Rückkehr in seine Heimat wurde er Pfarrer der Pfarrei St. Yohanes Maria Vianney in Ambon, Offizial und Präsident der Kommission für die Laien. Ab 2017 wirkte Seno Ngutra als Diözesankanzler und Bischofssekretär sowie als Dozent für Kanonisches Recht am Priesterseminar in Ambon und Verantwortlicher für die Ausbildung der Diakone im Bistum Amboina.
Am 8. Dezember 2021 ernannte ihn Papst Franziskus zum Bischof von Amboina. Die Bischofsweihe ist für den 23. April 2022 vorgesehen.